# Pasar Bembah
Pasar Bembah is een bestuurslaag in het regentschap Bengkulu Utara van de provincie Bengkulu, Indonesië. Pasar Bembah telt 745 inwoners (volkstelling 2010).